# Lawrence Alma-Tadema

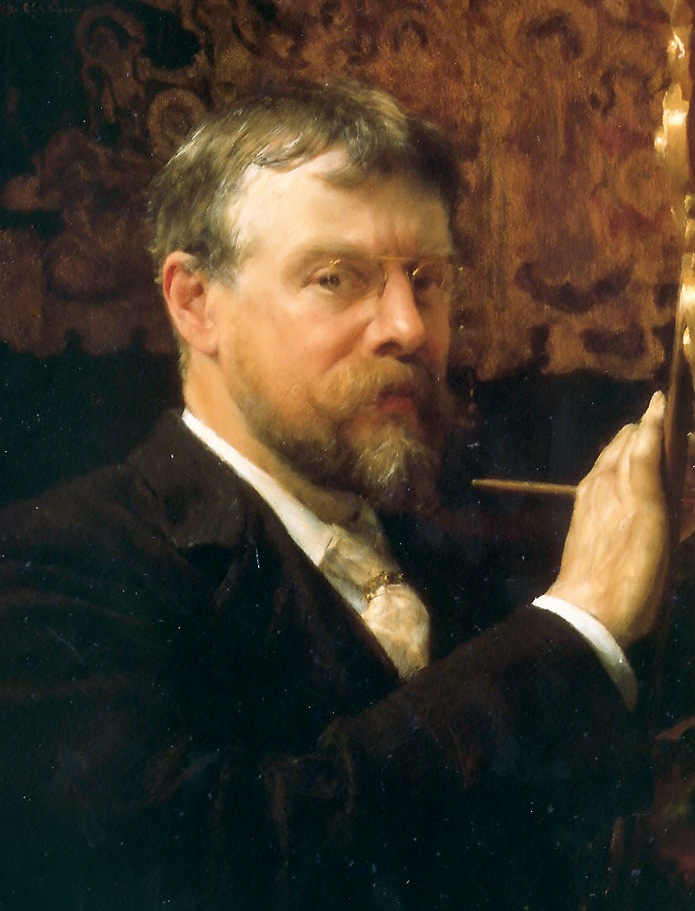
Sir Lawrence Alma-Tadema, självporträtt gjort 1896.

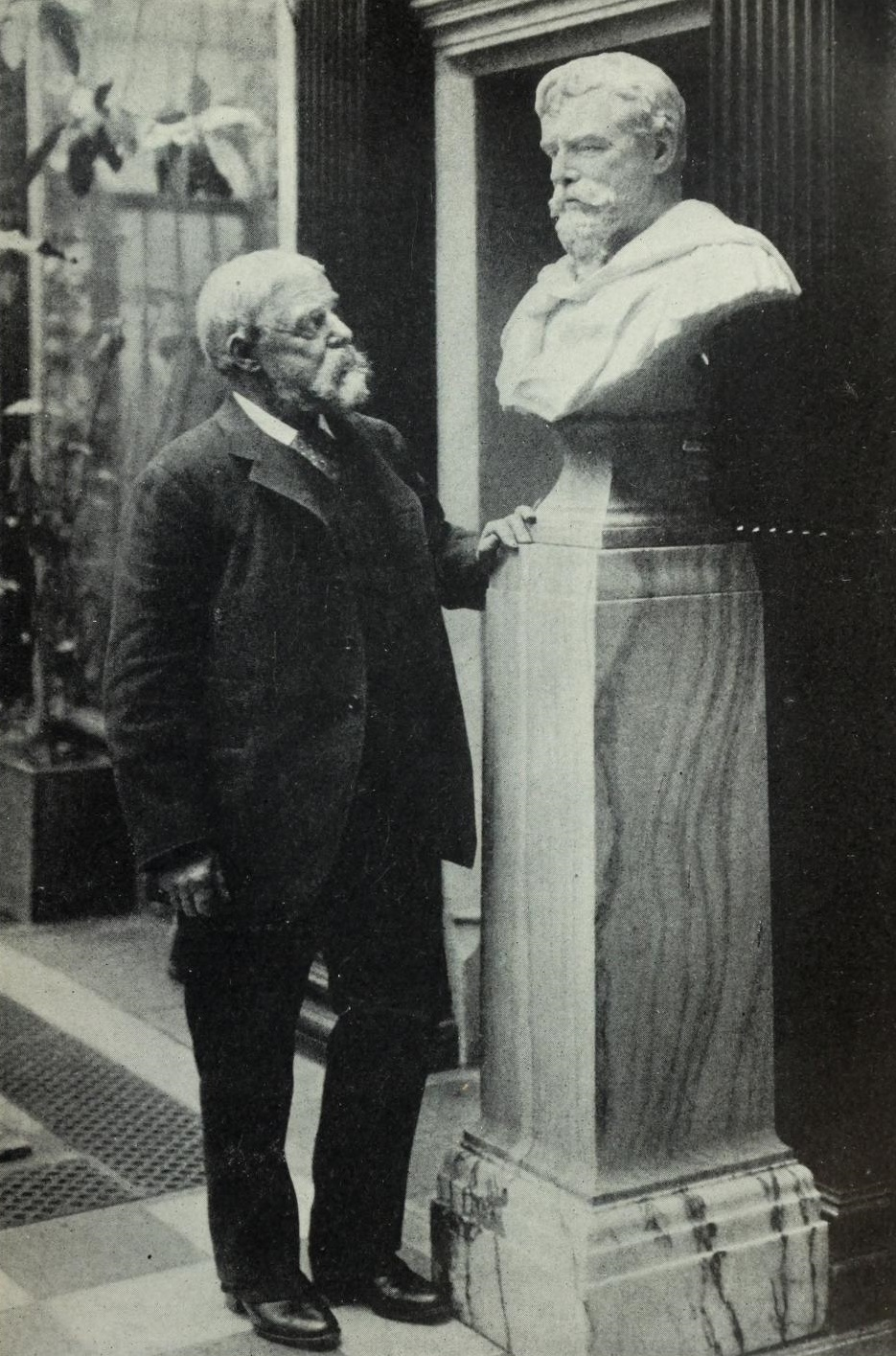
Alma-Tadema, foto taget 1912 eller tidigare.

Lawrence Alma-Tadema, ursprungligen Lourens Alma Tadema, född 8 januari 1836 i Dronryp, Nederländerna, död 25 juni 1912 i Wiesbaden, Tyskland, var en nederländskfödd målare verksam i Storbritannien. Han var en akademisk konstnär som blev mycket populär för sina idealiserade, men i minsta detalj riktiga scener i lysande färger ur grekiskt och romerskt liv.

## Biografi
Alma-Tadema föddes i den frisiska byn Dronryp som son till en notarie, men han visade sådant intresse för konst att han skickades till Antwerpen år 1852 för att gå med i akademien där under konstnären Gustave Wappers. Han gick sedan över till Hendrik Leys atelje och 1859 hjälpte han Leys med fresker i Antwerpens stadshus.
Hans första framgångsrika verk var The Education of the Children of Clovis (1861) föreställande frankerkungen Klodvigs barn, vars tema han fortsatte med i en serie målningar med motiv från merovingerätten. Under en smekmånad med sin första fru Pauline i Italien 1863 blev han djupt inspirerad av landskapen där och av Pompejis ruiner, och han målade därefter antika scener, från Egypten, Grekland och framför allt Rom.
Alma-Tadema bodde i Bryssel med sin fru och deras två döttrar fram till hennes död 1869, samma år som han skickat två av sina målningar till brittiska Royal Academy. År 1870 slog sig ned i London, och året efter gifte han om sig med Laura Epps (känd som Laura Alma-Tadema). I England nådde han stor framgång, och han målade några av sina mest berömda verk där. Han erhöll denization år 1873 och blev därmed en naturaliserad brittisk undersåte (om än inte en medborgare), och blev dubbad till Knight i samband med drottning Viktorias födelsedag 1899.
Laura, hans andra hustru, och dottern Anna Alma-Tameda var även de konstnärer. Den äldre dottern Laurence Alma-Tameda blev författare.

## Konstnärskap
Alma-Tadema ägnade sig huvudsakligen åt den historiska genrebilden, för vilken han sökte sina motiv ur det egyptiska, grekiska och romerska familjelivet. Dessutom utförde han ett stort antal historiska kompositioner från antiken. Han målningar kännetecknas av djup förtrogenhet med den klassiska världen, elegant komposition och teckning samt ypperlig stoffverkan. Hans färg är oftast kylig och tunn, karaktärsskildringen ytlig och hans motivval stundom präglat av effektslöseri.

## Utmärkelser
- Leopoldorden,  1866
- Nederländska Lejonorden,  1868
- Bayerska Sankt Mikaels förtjänstorden,  1869
- Riddare av Hederslegionen,  1873
- Nassauska Gyllene lejonets orden,  1876
- Preussiska Kronorden,  1877
- Pour le Mérite för vetenskap och konst,  1881
- Knight Bachelor,  1899
- Royal Gold Medal,  1906
- Förtjänstorden,  1907
- Pour le Mérite

[Redigera Wikidata]

## Galleri

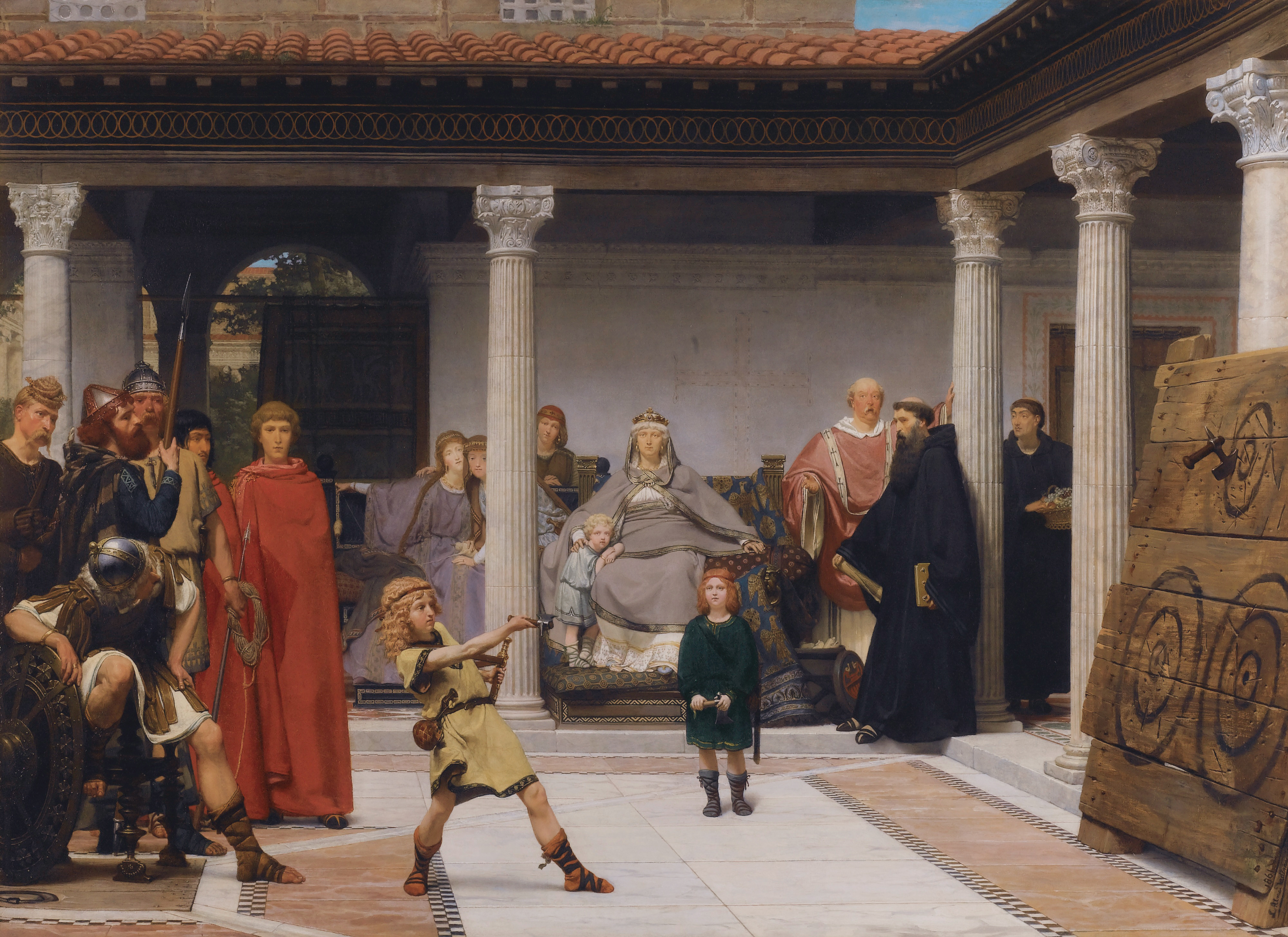
Education of the Children of Clovis, 1861
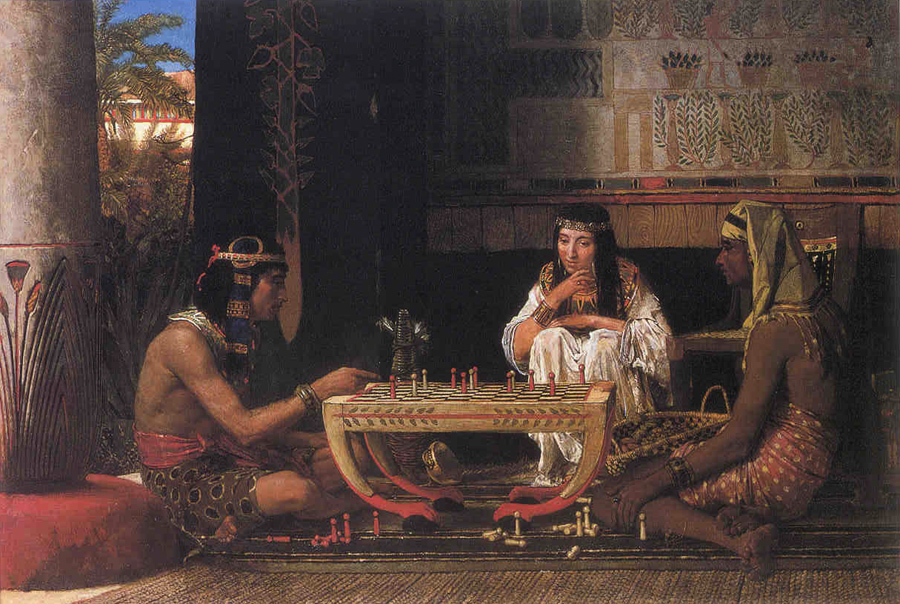
Egyptian chess players, 1865
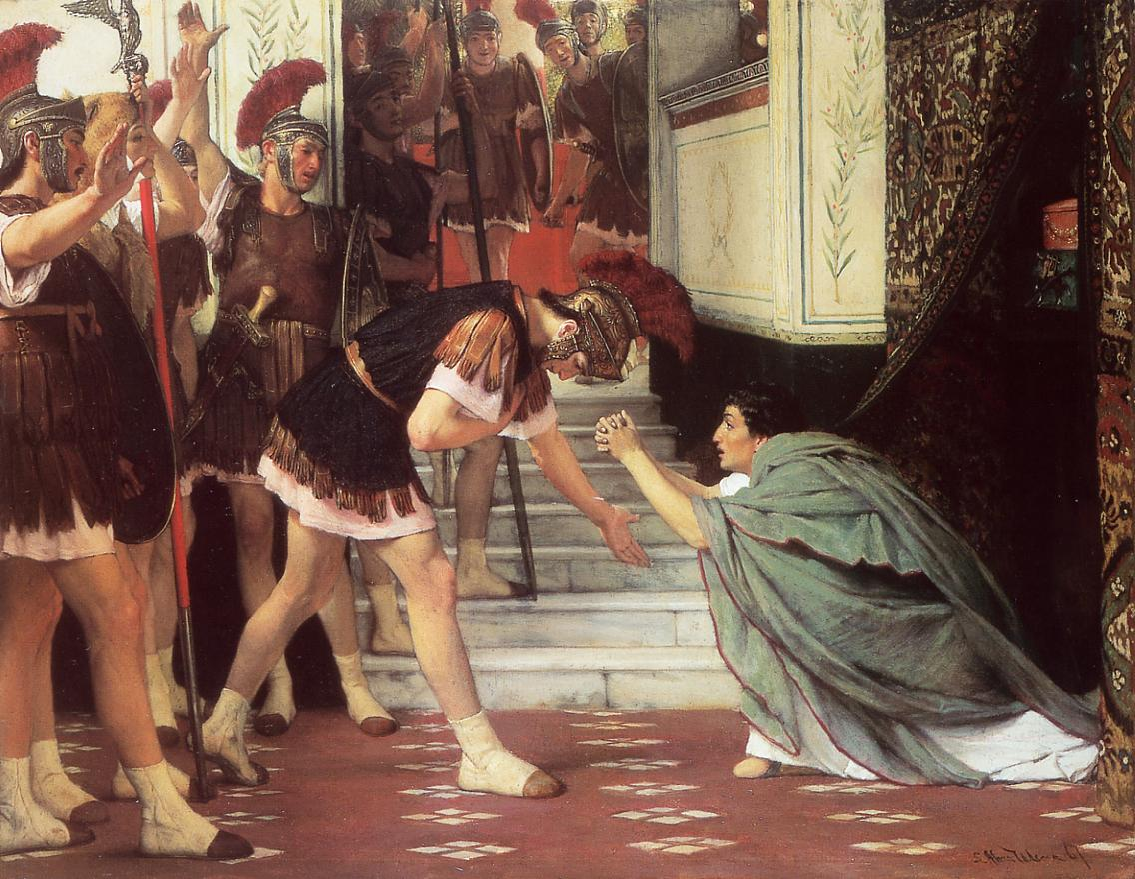
Proclaiming Claudius Emperor, 1867
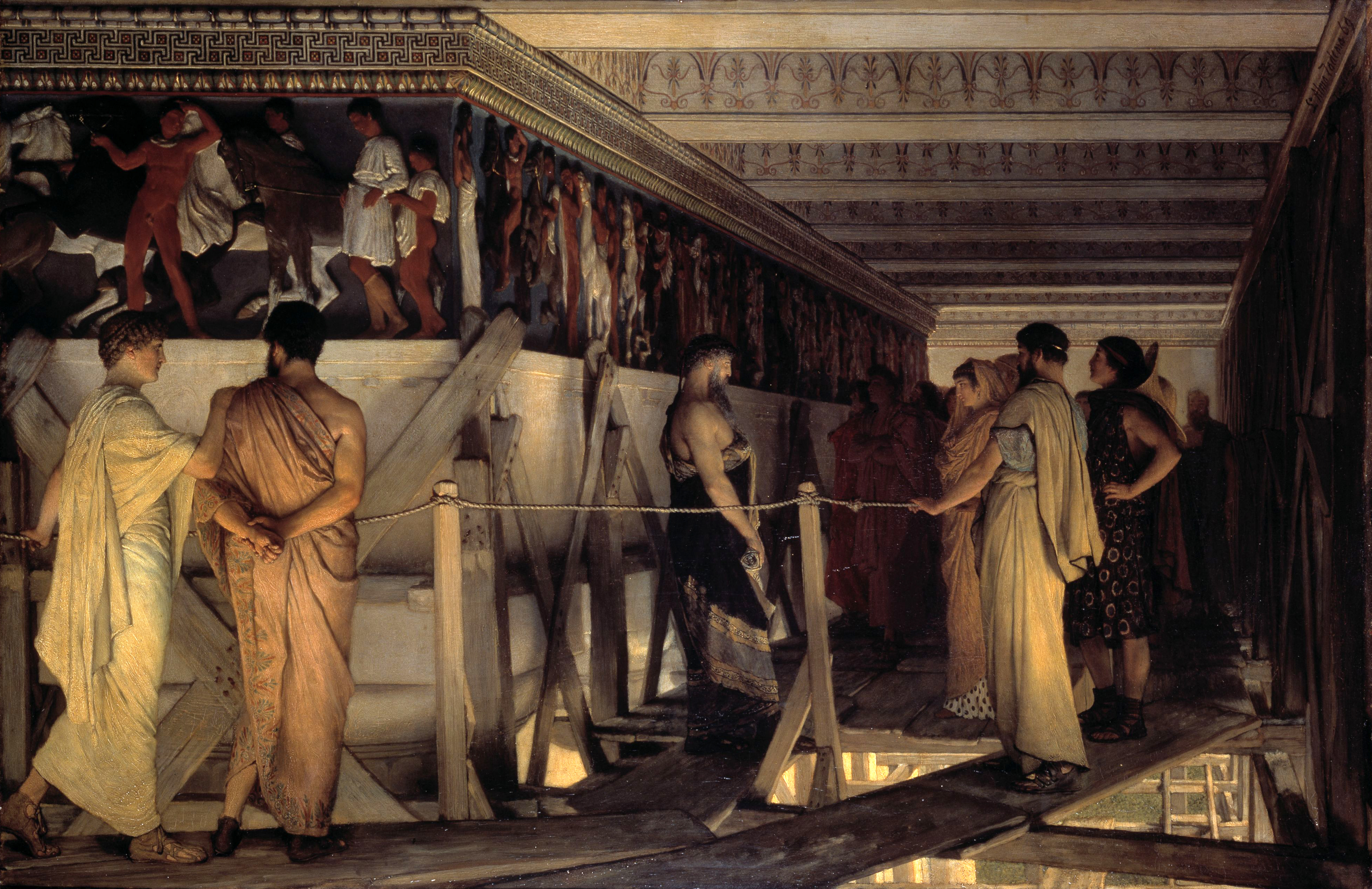
Phidias Showing the Frieze of the Parthenon to his Friends, 1868
The Vintage Festival, 1870
Sappho and Alcaeus, 1881
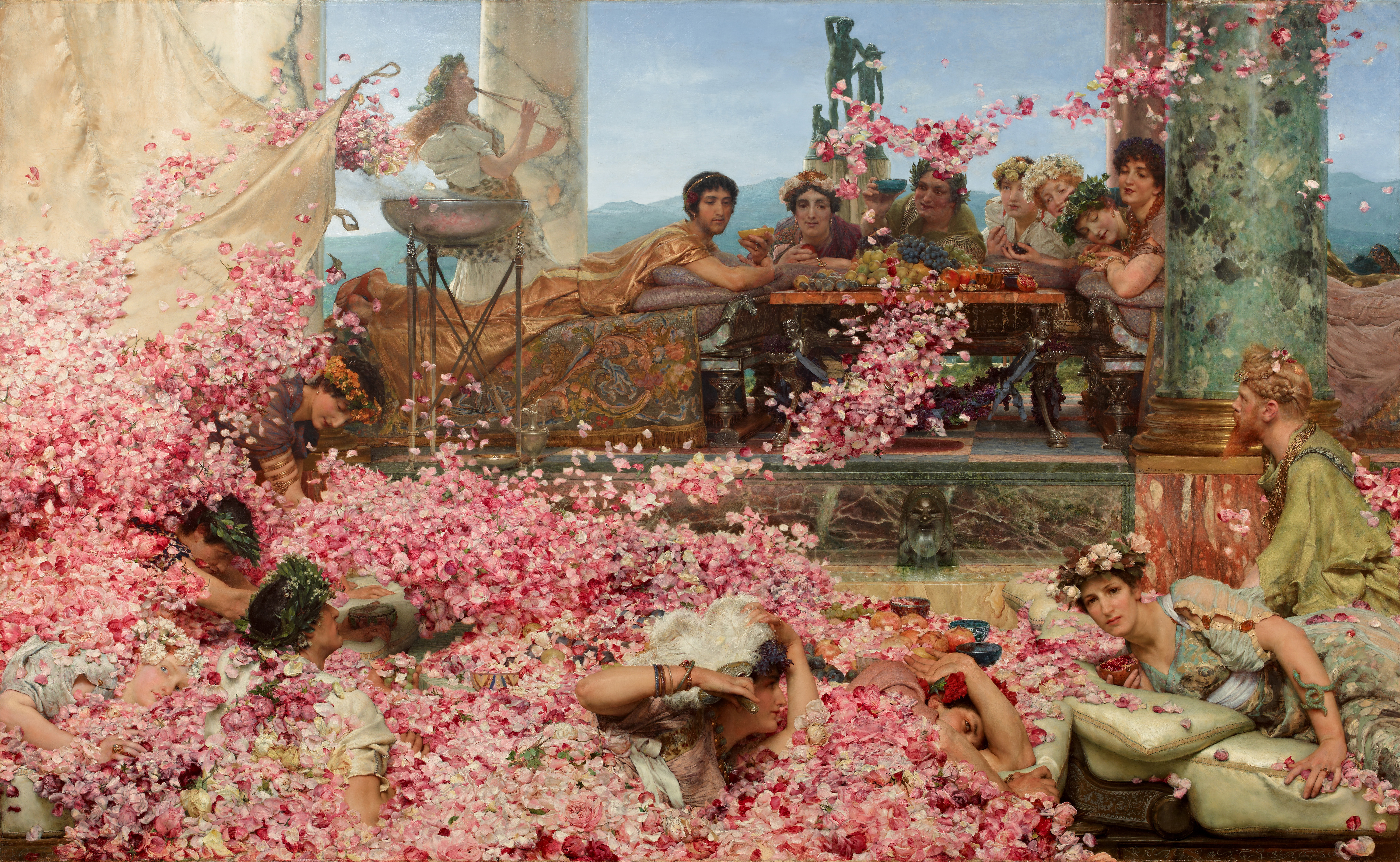
The Roses of Heliogabalus, 1888
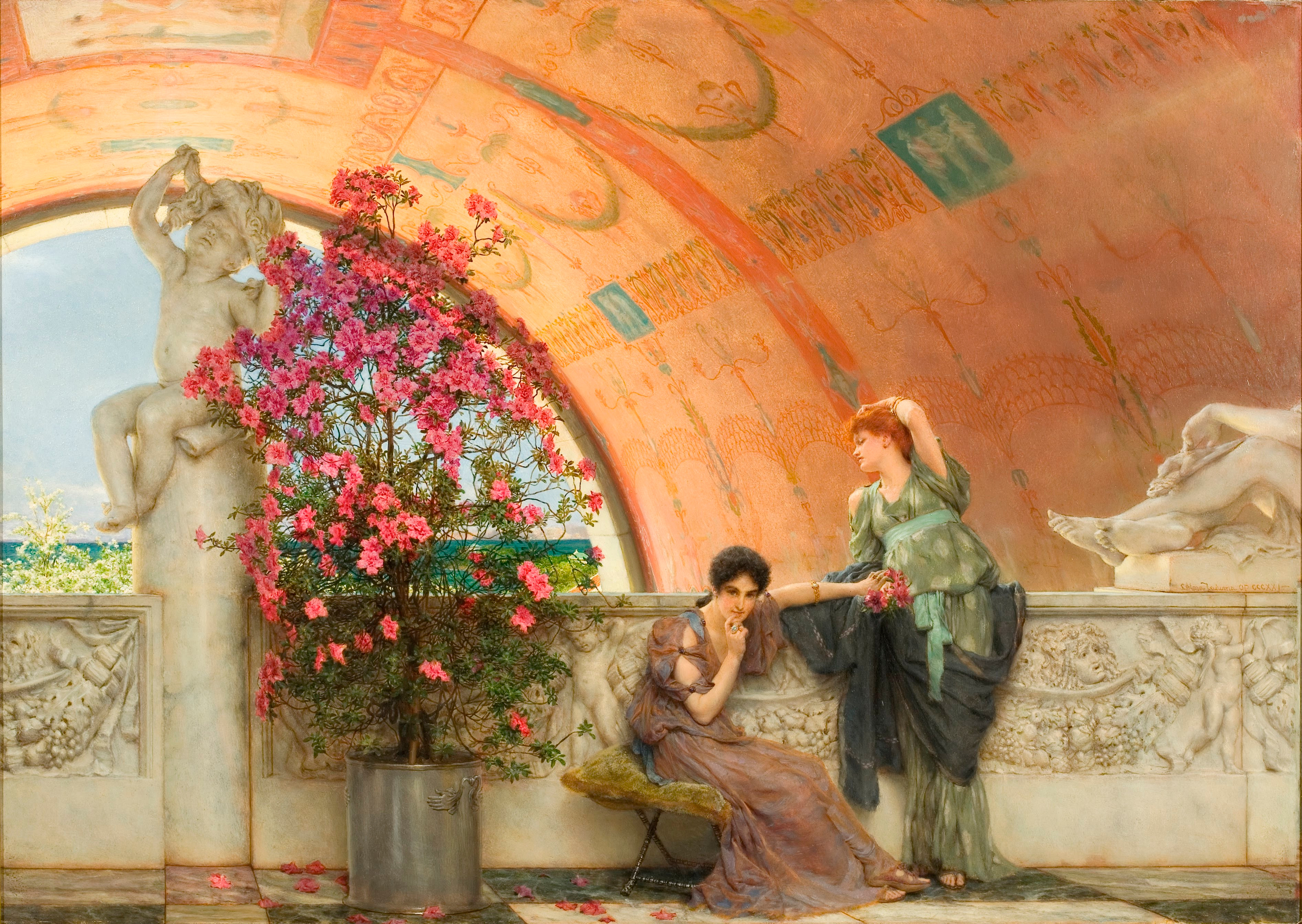
Unconscious Rivals, 1893
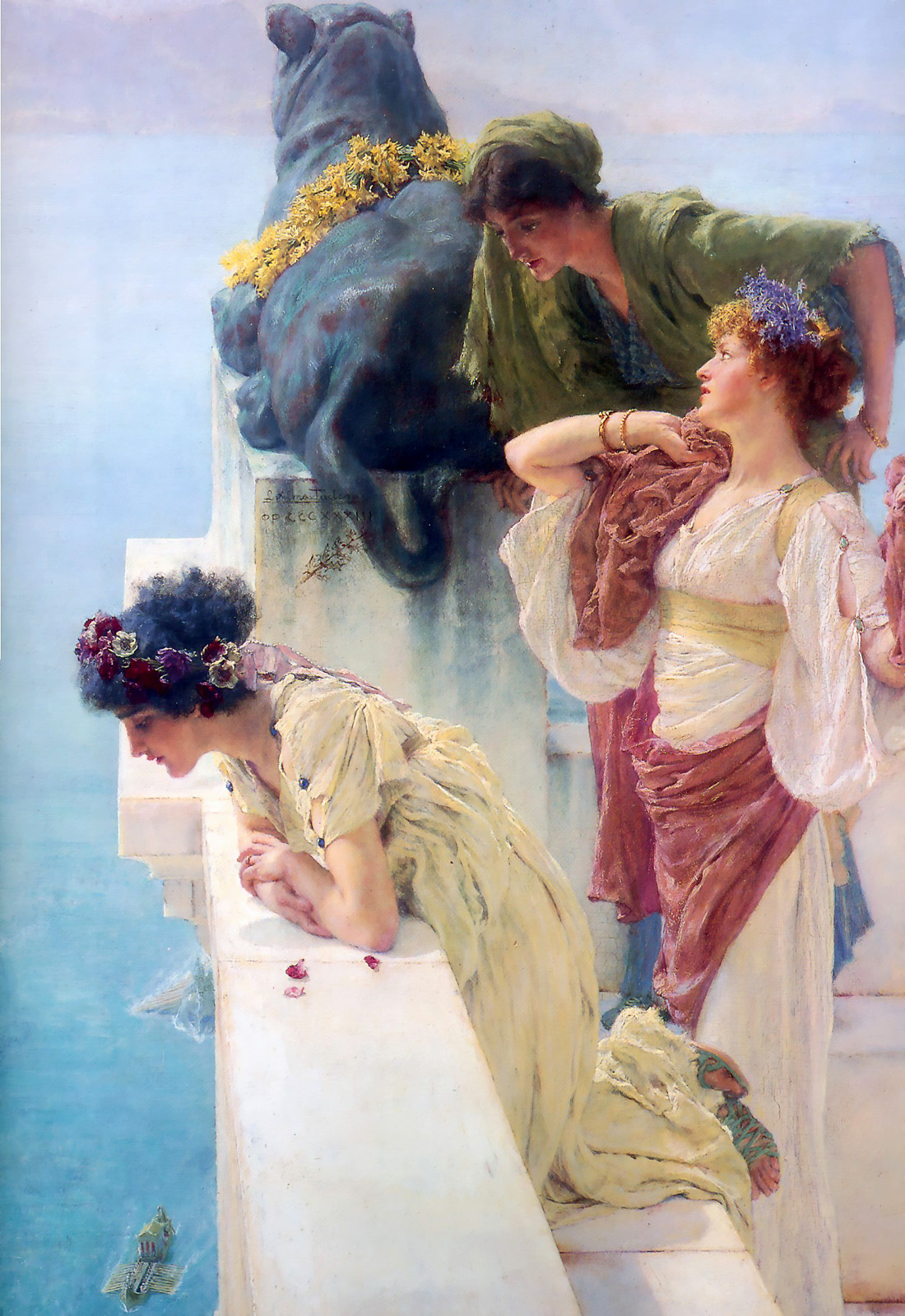
A Coign for Vantage, 1895
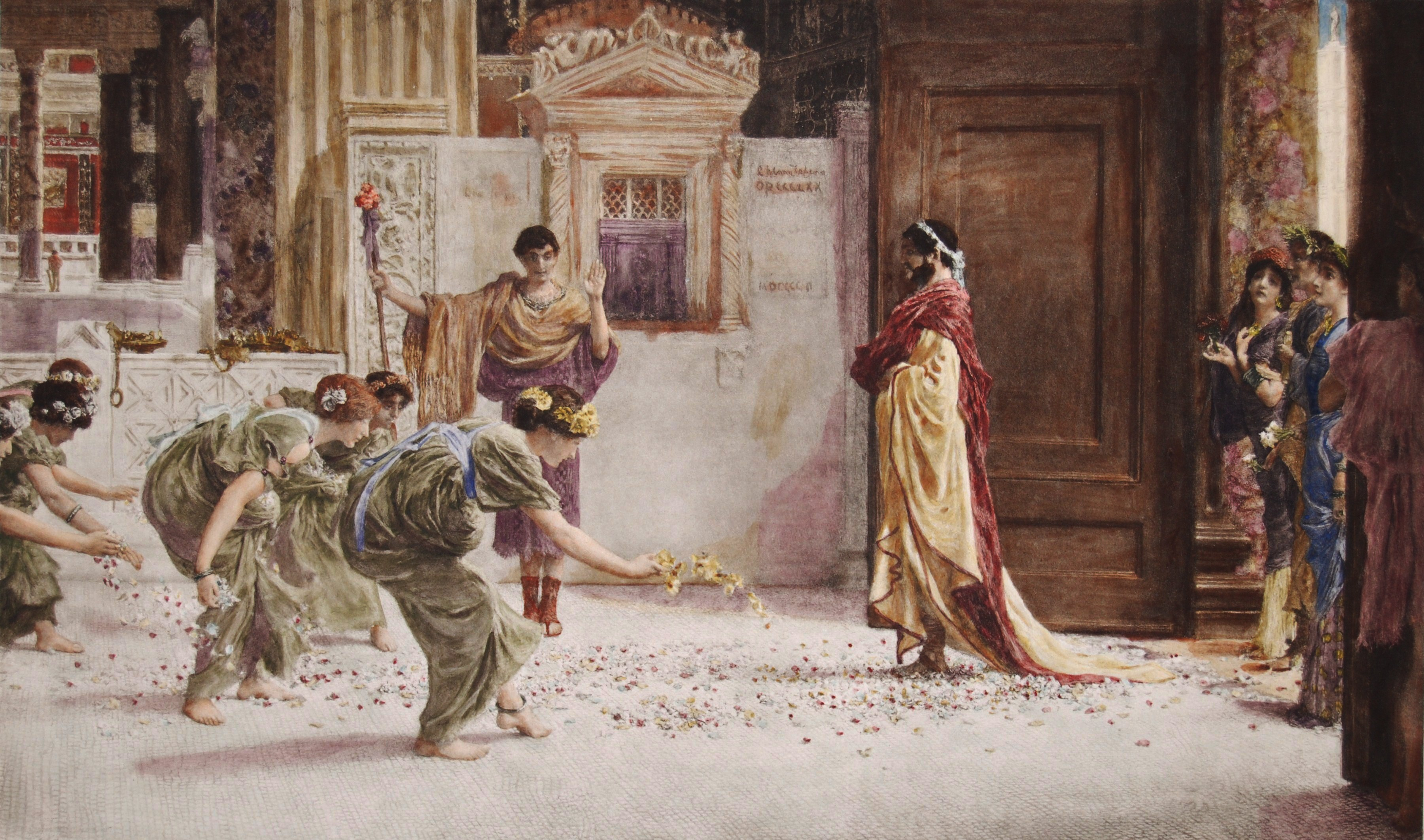
Caracalla, 1902
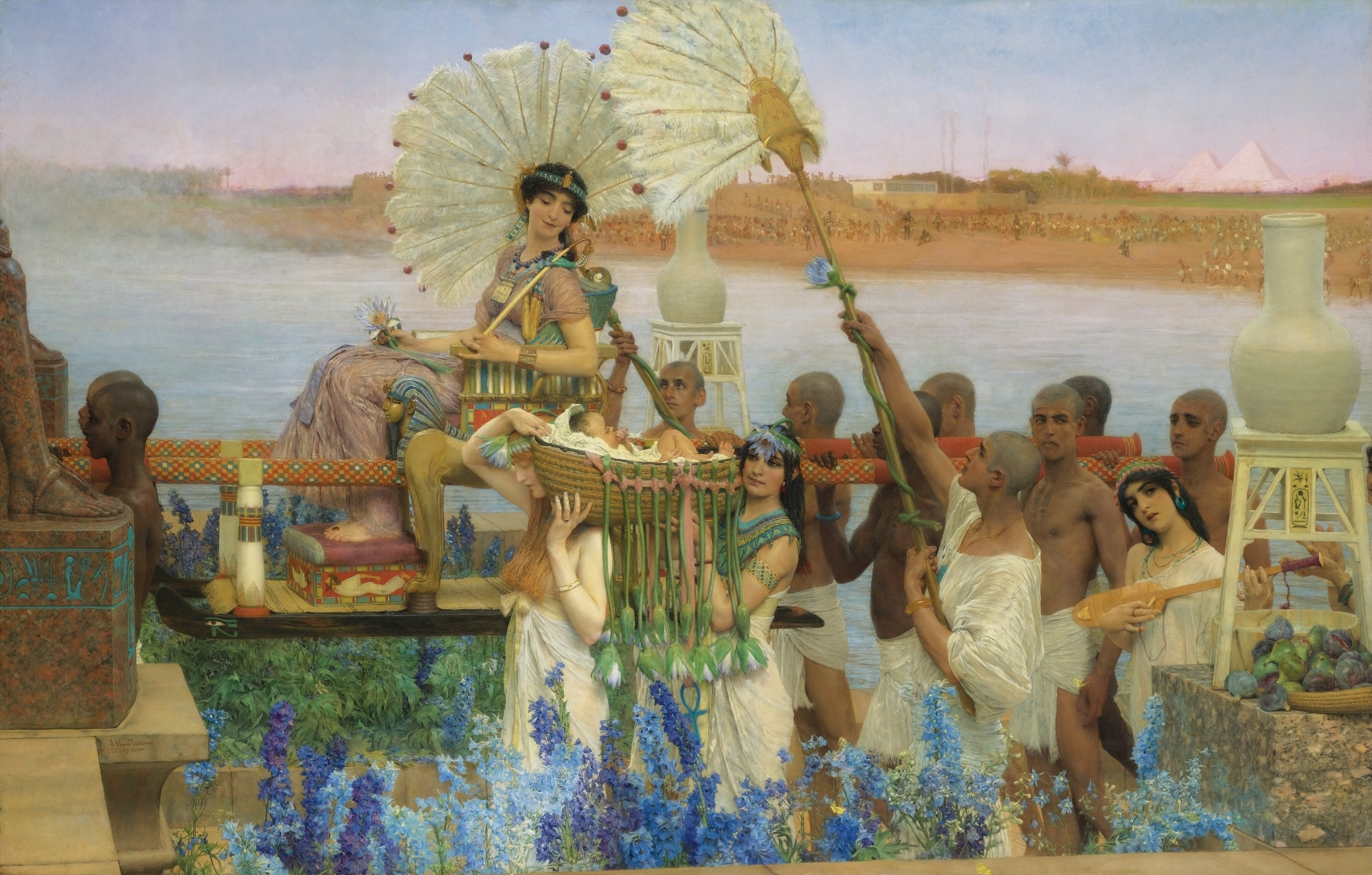
The Finding of Moses, 1903
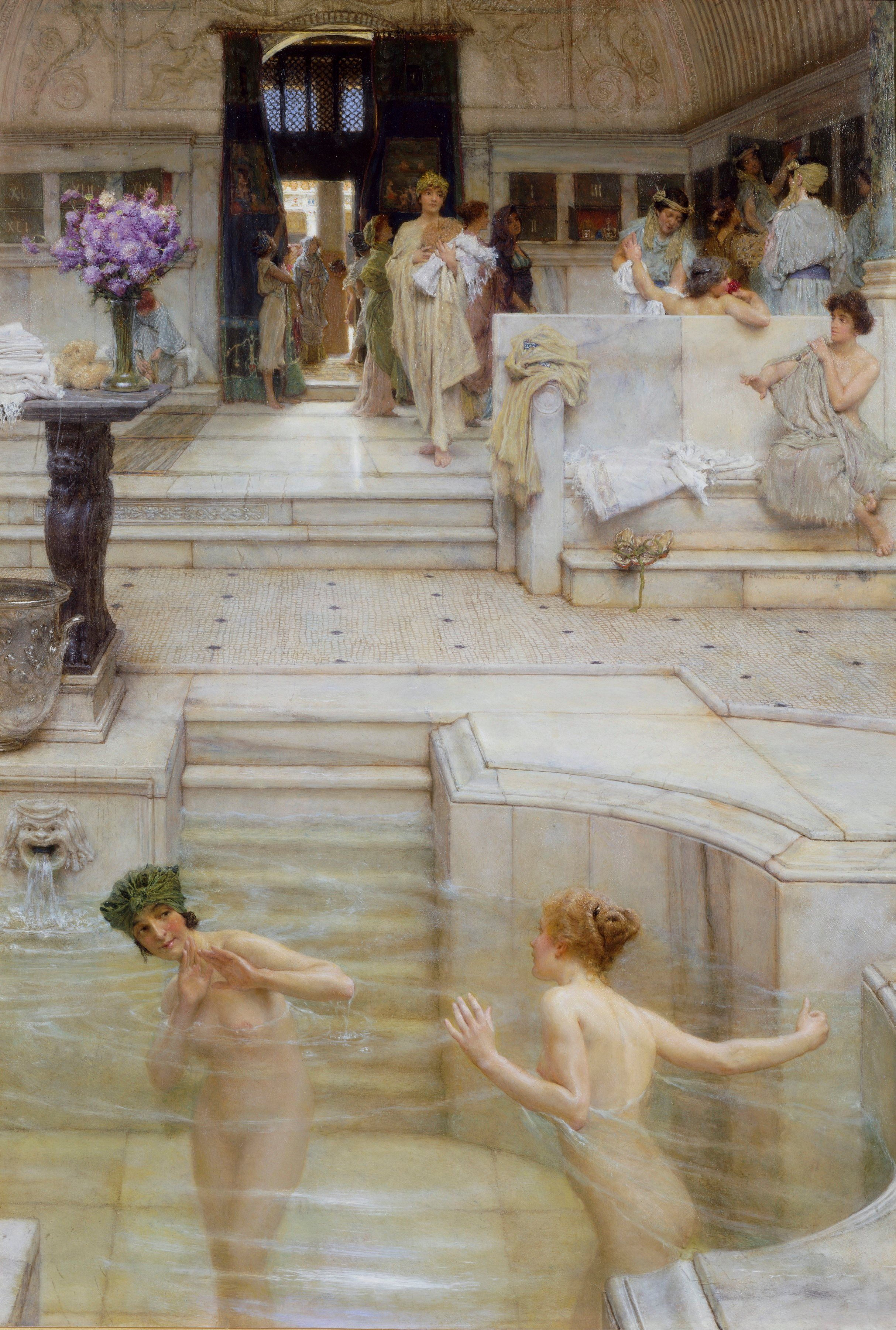
A Favourite Custom, 1909